# David Carter (Autor)
Charles David Carter (* 2. Dezember 1952 in Jesup, Georgia; † 1. Mai 2020 in New York City) war ein US-amerikanischer Autor, Herausgeber und Filmproduzent.

## Leben
Carter studierte an der Emory University in Atlanta, wo er einen Bachelor-Abschluss in Religion erwarb, und an der University of Wisconsin, wo er 1978 einen Master-Abschluss in Südasienwissenschaften erreichte. 1985 zog Carter nach New York City. Er war als Herausgeber und Filmproduzent in den Vereinigten Staaten tätig. Er gab mit Spontaneous Mind eine Sammlung von Interviews mit Allen Ginsberg heraus und für Pete Townshend drehte er den Film Meher Baba in Italien. Als Autor verfasste er mehrere Werke. Insbesondere für sein Buch Stonewall: The Riots That Sparked the Gay Revolution war er bekannt. Carter war auch Autor von Biografien von Salvador Dalí und George Santayana. Neben seinem schriftstellerischen Schaffern hatte Carter eine Vollzeitstelle als leitender medizinischer Redakteur bei der Kommunikationsfirma Saatchi & Saatchi.  Carter wohnte im New Yorker Stadtteil Greenwich Village, wo er im Mai 2020 an einem Herzinfarkt verstarb. Sein langjähriger Lebensgefährte war Eric Danzer.

## Werke (Auswahl)
- Stonewall: The Riots That Sparked the Gay Revolution, St. Martin’s Griffin, 2005, ISBN 0-312-34269-1
- Spontaneous Mind: Selected Interviews 1958–1996
- Probleme im schwulen und lesbischen Leben
- Leben bemerkenswerter schwuler Männer und Lesben